# Superliga 1999/2000 (Spanien)
Die Saison 1999/2000 war die 26. Spielzeit der Superliga, der höchsten spanischen Eishockeyspielklasse. Meister wurde zum neunten Mal in der Vereinsgeschichte der CH Txuri Urdin.

## Hauptrunde

### Modus
In der Hauptrunde absolvierte jede der sechs Mannschaften insgesamt 15 Spiele. Die vier bestplatzierten Mannschaften qualifizierten sich für die Playoffs, in denen der Meister ausgespielt wurde. Für einen Sieg erhielt jede Mannschaft zwei Punkte, bei einem Unentschieden gab es ein Punkt und bei einer Niederlage null Punkte.

### Tabelle
|    | Klub           | Sp | S  | U | N  | Tore   | Punkte |
| -- | -------------- | -- | -- | - | -- | ------ | ------ |
| 1. | CH Jaca        | 15 | 12 | 2 | 1  | 129:51 | 26     |
| 2. | CG Puigcerdà   | 15 | 9  | 5 | 1  | 99:45  | 23     |
| 3. | CH Txuri Urdin | 14 | 7  | 3 | 4  | 84:62  | 17     |
| 4. | CH Majadahonda | 15 | 5  | 1 | 9  | 46:83  | 11     |
| 5. | FC Barcelona   | 15 | 4  | 3 | 8  | 71:76  | 11     |
| 6. | CH Gasteiz     | 14 | 0  | 0 | 14 | 20:132 | 0      |

Sp = Spiele, S = Siege, U = unentschieden, N = Niederlagen, OTS = Overtime-Siege, OTN = Overtime-Niederlage, SOS = Penalty-Siege, SON = Penalty-Niederlage

## Playoffs

### Halbfinale
- CH Majadahonda – CH Jaca 6:8, 5:6
- CH Txuri Urdin – CG Puigcerdà 8:6, 3:4

### Finale
- CH Txuri Urdin – CH Jaca 4:3, 1:5, 4:3